# Monocesta dimidiata
Monocesta dimidiata là một loài bọ cánh cứng trong họ Chrysomelidae. Loài này được Jacoby miêu tả khoa học năm 1877.